# المنظمة العالمية للأرصاد الجوية
المنظمة العالمية للأرصاد الجوية (بالإنجليزية: World Meteorological Organization) واختصاراً (بالإنجليزية: WMO) هي منظمة دولية متخصصة تابعة للأمم المتحدة. تتكون عضوية المنظمة من 185 دولة و 6 أقاليم. وقد انبثقت من المنظمة الدولية للأرصاد الجوية والمنظمة البحرية الدولية، والتي أسست في 1873.
أسست المنظمة العالمية للأرصاد الجوية في عام 1950، وفي 1951 أصبحت هيئه متخصصة للأمم المتحدة في علم الطقس (أي الطقس والمناخ)، وعلم المياه العملية وعلوم الجيوفيزياء التي لها صلة. تأخد المنظمة من مدينة جنيف بسويسرا مقرا لها ويرأسها أمين عام ينتخب من قبل برلمان المنظمة كل أربع سنوات. والرئيس الحالي الكسندر بيدريتسكى والأمين العام الحالي هو ميشيل جيرارد.
في يونيو 1976، وبناء على تقارير صحفية توقعت حدثا مماثلا للعصر الجليدي الصغير، أطلقت المنظمة العالمية للأرصاد الجوية تحذيرا هاما للغاية من ظاهرة احترار المناخ العالمي (الاحتباس الحراري -الصوبة-) المحتملة.

## تاريخ المنظمة
المنظمة العالمية للأرصاد الجوية هي وكالة متخصصة تابعة للأمم المتحدة. وهي منظومة من الأمم المتحدة موثوقة ومخولة من الأمم المتحدة بشأن حالة وسلوك الغلاف الجوي للأرض، وتفاعله مع والمحيطات والمناخ ينتج وما ينجم عنها من توزيع للموارد المائية.
تضم المنظمة العالمية للأرصاد الجوية في عضويتها 188 عضوا من الدول والأقاليم (منذ 24 يناير، 2007). أنشأت في عام 1950، وأصبحت المنظمة العالمية للأرصاد الجوية وكالة متخصصة تابعة للأمم المتحدة في عام 1951 للأرصاد الجوية (الطقس والمناخ) والهيدرولوجيا التطبيقية والعلوم الجيوفيزيائية ذات الصلة.
لقد نشأت عن منظمة الأرصاد الجوية الدولية والمنظمة البحرية الدولية، التي تأسست في عام 1873. ومذاك لم تعد المعلومات عن الطقس والمناخ والدورة الطبيعية للمياه خاضعة للحدود الدولية، حيث أن التعاون الدولي على نطاق عالمي هو أمر أساسي لتطوير الأرصاد الجوية والهيدرولوجيا التطبيقية، وكذلك لجني فوائد من تطبيقاتها. وتقوم المنظمة العالمية للأرصاد الجوية بتوفير إطار لهذا التعاون الدولي.
منذ تأسيسها، لعبت المنظمة العالمية للأرصاد الجوية دورا فريدا وقويا في الإسهام في سلامة ورفاه البشرية. فقد استطاعت أن تسهم مساهمة كبيرة في حماية الأرواح والممتلكات ضد الكوارث الطبيعية، والحفاظ على البيئة، وتعزيز الأوضاع الاقتصادية والرفاه الاجتماعي لجميع قطاعات المجتمع في مجالات مثل الأمن الغذائي والموارد المائية والنقل. وذلك في إطار قيادة المنظمة العالمية للأرصاد الجوية، وضمن إطار برامج المنظمة، والخدمات الوطنية للأرصاد الجوية والهيدرولوجيا.

## مهام المنظمة
من أغراض المنظمة العالمية للأرصاد الجوية:
- تيسير سبل التعاون العالمي لإنشاء شبكات من المحطات للقيام بمراقبة الأحوال الجوية والمناخية والهيدرولوجية والجيوفيزيائية.
- تبادل المعلومات وتجهيزها وتوحيد البيانات ذات الصلة.
- تساعد على نقل التكنولوجيا والتدريب والبحوث.
- تعزز التعاون بين خدمات اللجان الوطنية للأرصاد الجوية والهيدرولوجيا للأعضاء، وتوسيع دائرة تطبيقات الأرصاد الجوية لخدمات الطقس العامة، والزراعة، والطيران، والشحن، والبيئة، وقضايا المياه، والتخفيف من آثار الكوارث الطبيعية.

قامت المنظمة العالمية للأرصاد الجوية بتيسير التبادل الحر وغير المقيد للبيانات، والمعلومات، والمنتجات، والخدمات في الوقت الحقيقي –وقت تسجيل البيانات- أو قريبا من الوقت الحقيقي بالنسبة للمسائل المتعلقة بسلامة وأمن المجتمع، والرفاه الاقتصادي، وحماية البيئة. مما يسهم في صياغة السياسات في هذه المجالات على الصعيدين الوطني والدولي.
في الحالة الخاصة بالطقس والمناخ والأخطار المتصلة بالمياه، والتي تشكل ما يقرب من 90 ٪ من الكوارث الطبيعية، توفر برامج المنظمة العالمية للأرصاد الجوية معلومات حيوية للنهوض تحذيرات من أن إنقاذ الأرواح والحد من الأضرار التي تلحق بالممتلكات والبيئة
كما تسهم المنظمة العالمية للأرصاد الجوية في الحد من آثار الكوارث التي يسببها الإنسان، مثل تلك المرتبطة الحوادث الكيميائية والنووية، وحرائق الغابات والرماد البركاني. وقد بينت الدراسات أنه بغض النظر عن الفوائد التي لا تحصى بالنسبة لرفاه الإنسان، كل دولار يستثمر في خدمات الأرصاد الجوية والمائية تنتج عائد اقتصادي أكبر بعدة مرات، وغالبا بعشر مرات أو أكثر.
تقوم المنظمة العالمية للأرصاد الجوية بدور رائد في الجهود الدولية الرامية إلى رصد وحماية البيئة من خلال برامجها. بالتعاون مع وكالات الأمم المتحدة الأخرى واللجنة الوطنية للأرصاد الجوية والهيدرولوجية، وتدعم المنظمة العالمية للأرصاد الجوية تنفيذ عدد من الاتفاقيات البيئية، وتسهم بدور فعال في تقديم المشورة وإجراء تقييمات للحكومات بشأن المسائل ذات الصلة. هذه الأنشطة التي تساهم في ضمان التنمية المستدامة ورفاهية الأمم.
بالتعاون بين المنظمة العالمية للأرصاد الجوية وبرنامج الأمم المتحدة للبيئة (يونيب) تم تكوين اللجنة الدولية للتغيرات المناخية (IPCC Intergovernmental Panel on Climate Change). كما أنها مسؤولة مسؤولية مباشرة عن إنشاء لجنة رصد الغلاف الجوي العالمي (GAW Global Atmosphere Watch).

### التقارير الشيفرية في الأرصاد الجوية Codes

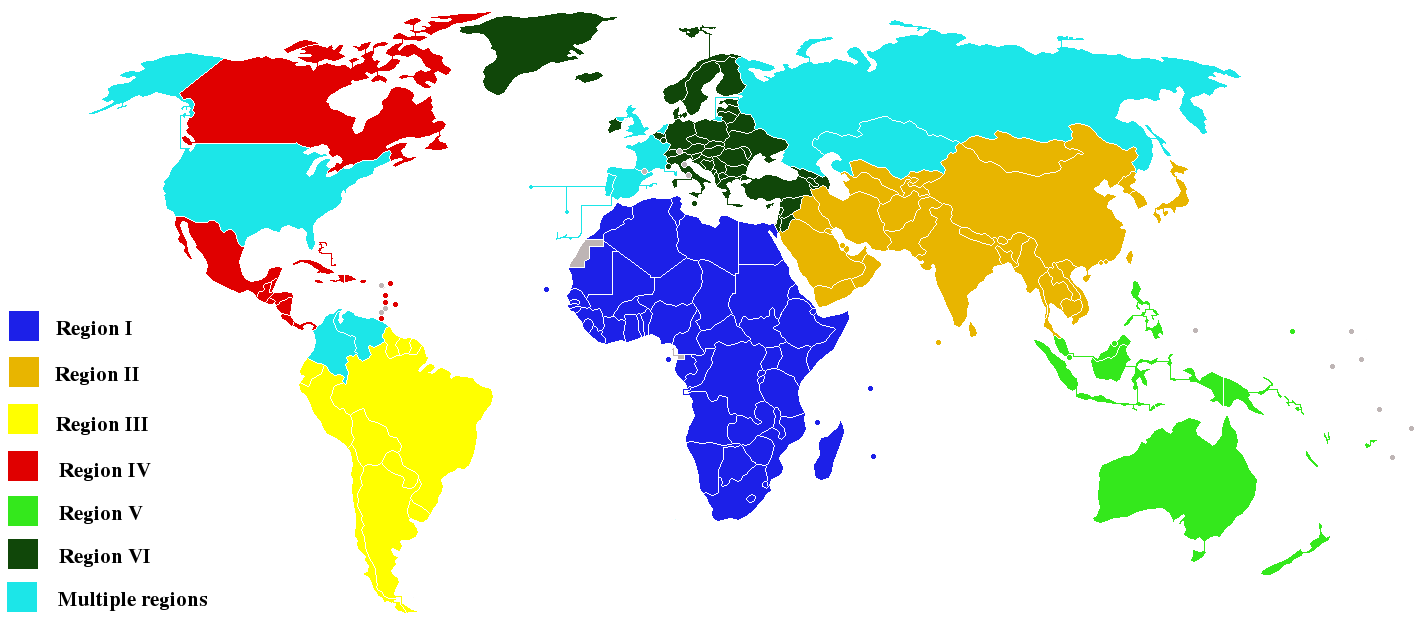
الدول الأعضاء في المنظمة العالمية للأرصاد الجوية مقسمة إلى ستة اتحادات إقليمية، كما هو موضح على خريطة العالم.

تمشيا مع جهودها لتعزيز وتوحيد الأرصاد الجوية، ولما كان من المتعذر استخدام اللغة القومية في تبادل بيانات الأرصاد الجوية وذلك لتعدد اللغات العالمية. أنتجت المنظمة العالمية للأرصاد الجوية العديد من الصيغ أوالرموز -الشفرات- لتمثيل وتبادل المعلومات عن الأرصاد الجوية، وعلم المحيطات Oceanography، والبيانات الهيدرولوجية. وتدون الصيغ التقليدية، مثل سينوب SYNOP، المعلومات المناخية الشهرية CLIMAT وبيانات الأرصاد الجوية من الجو العلوي TEMP، وهي قائمة على الرموز Code. أما الصيغ الجديدة فهي BUFR وCREX ، والرموز الرقمية المستخدمة في التعبير عن بيانات الطقس حسب مواقعها الجغرافية -خطوط الطول والعرض- (GRIB1,GRIB2 (GRIdded Binary، ويستخدم لتمثيل المعلومات الأرصادية بواسطة رسوم الحاسوب، كما في grads، NCL command language. وهناك صيغ أخرى كثيرة.

### مؤتمر منظمة الأرصاد الجوية العالمية حول التنبؤات المناخية ومعلومات صنع القرار
وقد اقيم مؤتمر المناخ العالمي الثالث (WCC-3) في 31 أغسطس إلى 1 سبتمبر 2009 في جنيف-سويسرا-، تحت مظلة المنظمة العالمية للأرصاد الجوية،
استخدام تطبيقات التنبؤات المناخية صنع القرار حول المواضيع الاقتصادية المتعلقة بالمجتمع، والغذاء والمياه، والطاقة، والصحة، والسياحة، والتطوير. ويهدف المؤتمر إلى المساهمة في مشروع أهداف الألفية للتطوير -الأمم المتحدة-، وأهداف الأمم المتحدة المناخية في دعم تكييف المناخ.